# Zapołowie Nowe
Zapołowie Nowe – dawna wieś. Tereny na których leżała znajdują się obecnie na Białorusi, w obwodzie witebskim, w rejonie głębockim, w sielsowiecie Hołubicze.

## Historia
W czasach zaborów wieś w powiecie dzisieńskim, w guberni wileńskiej Imperium Rosyjskiego.
W latach 1921–1945 wieś leżała w Polsce, w województwie wileńskim, w powiecie dziśnieńskim, w gminie Głębokie, od 1929 w gminie Hołubicze.
Według Powszechnego Spisu Ludności z 1921 roku zamieszkiwało tu 112 osób, 20 było wyznania rzymskokatolickiego, 50 prawosławnego a 42 staroobrzędowego. Jednocześnie wszyscy mieszkańcy zadeklarowali polską przynależność narodową. Było tu 19 budynków mieszkalnych. W 1931 w 21 domach zamieszkiwało 117 osób.
Wierni należeli do parafii rzymskokatolickiej w Zaszcześlu i prawosławnej w Kowalach. Miejscowość podlegała pod Sąd Grodzki w Głębokiem i Okręgowy w Wilnie; właściwy urząd pocztowy mieścił się w Głębokiem.